# Amazonia (Missouri)
Amazonia és una població dels Estats Units a l'estat de Missouri. Segons el cens del 2000 tenia 277 habitants.

## Demografia
Segons el cens del 2000, Amazonia tenia 277 habitants, 106 habitatges, i 83 famílies. La densitat de població era de 305,6 habitants per km².
Dels 106 habitatges en un 34,9% hi vivien nens de menys de 18 anys, en un 63,2% hi vivien parelles casades, en un 11,3% dones solteres, i en un 20,8% no eren unitats familiars. En el 19,8% dels habitatges hi vivien persones soles el 7,5% de les quals corresponia a persones de 65 anys o més que vivien soles. El nombre mitjà de persones vivint en cada habitatge era de 2,61 i el nombre mitjà de persones que vivien en cada família era de 2,96.
Per edats la població es repartia de la següent manera: un 25,6% tenia menys de 18 anys, un 9% entre 18 i 24, un 30,7% entre 25 i 44, un 23,1% de 45 a 60 i un 11,6% 65 anys o més.
L'edat mediana era de 35 anys. Per cada 100 dones de 18 o més anys hi havia 102 homes.
La renda mediana per habitatge era de 36.250 $ i la renda mediana per família de 42.813 $. Els homes tenien una renda mediana de 29.167 $ mentre que les dones 14.444 $. La renda per capita de la població era de 17.609 $. Entorn del 9,4% de les famílies i el 12% de la població estaven per davall del llindar de pobresa.

## Poblacions més properes
El següent diagrama mostra les poblacions més properes.